# 1937 en droit
Cet article présente les faits marquants de l'année 1937 en droit.

## Événements

### Janvier
- 23 janvier : deuxième vague Procès de Moscou en URSS. Dix-sept personnes, principalement des hauts responsables économiques, sont accusées. Une partie sera condamnée à mort le 30 janvier 1937 et exécutée le jour suivant.

### Février
- Afrique du Sud : promulgation de l'Aliens Act (« loi sur les étrangers »), visant à réduire l'immigration juive en Afrique du Sud alors même qu'elle augmentait en raison de la répression antisémite accrue en Allemagne nazie.

### Mars
- 20 mars : parution des décrets[1] pris par le gouvernement de Front populaire autorisant la création de syndicats noirs en AOF et leur conférant le droit de négocier des conventions collectives. Un premier syndicat d’enseignants y est rapidement créé sous l’égide de Mamadou Konaté et Ouezzin Coulibaly.

### Mai
- mai - juin : procès des généraux de l'Armée rouge. Les généraux seront tous réhabilités le 31 janvier 1957.

## Décès
- Henri Capitant, juriste français, agrégé de droit, professeur de droit privé (né en 1865).